# Torben Carlsen
Torben Carlsen es un deportista danés que compitió en bádminton, en la prueba individual. Ganó una medalla de bronce en el Campeonato Europeo de Bádminton de 1986, en la prueba individual.

## Palmarés internacional
| Campeonato Europeo | Campeonato Europeo | Campeonato Europeo | Campeonato Europeo |
| Año                | Lugar              | Medalla            | Prueba             |
| ------------------ | ------------------ | ------------------ | ------------------ |
| 1986               | Uppsala (Suecia)   | Medalla de bronce  | Individual         |